# Хупер, Дэмьен
Дэ́мьен Ду́нкан Ху́пер (англ. Damien Duncan Hooper; род. 5 февраля 1992, Тувумба) — австралийский боксёр, представитель средней и полутяжёлой весовых категорий. Выступал за сборную Австралии по боксу в начале 2010-х годов, участник летних Олимпийских игр в Лондоне. В 2013—2018 годах боксировал на профессиональном уровне.

## Биография
Дэмьен Хупер родился 5 февраля 1992 года в городе Тувумба штата Квинсленд, Австралия. Представитель австралийских аборигенов. Воспитывался бабушкой в Долби, заниматься боксом начал в возрасте одиннадцати лет вместе со старшим братом Троем. Проходил подготовку в Австралийском институте спорта.

### Любительская карьера
Впервые заявил о себе в боксе в сезоне 2010 года, когда в средней весовой категории одержал победу на юношеских Олимпийских играх в Сингапуре и стал серебряным призёром юношеского чемпионата мира в Баку, уступив в финале ирландцу Джозефу Уорду. Попав в основной состав австралийской национальной сборной, побывал на Играх Содружества в Дели, где в 1/8 финала был остановлен англичанином Энтони Огого.
В 2011 году поднялся в полутяжёлый вес. Одержал победу на домашних Арафурских играх в Дарвине, завоевал золотую медаль на Кубке президента в Джакарте, был лучшим на Мемориале Попенченко в Москве, получил бронзу на Мемориале Ливенцева в Минске. На взрослом чемпионате мира в Баку дошёл до стадии четвертьфиналов, проиграв кубинцу Сесару Хулио ла Крусу.
Благодаря череде удачных выступлений удостоился права защищать честь страны на летних Олимпийских играх 2012 года в Лондоне — в стартовом поединке категории до 81 кг благополучно прошёл американца Маркуса Брауна, тогда как во втором бою со счётом 11:19 потерпел поражение от россиянина Егора Мехонцева, который в итоге и стал победителем этого олимпийского турнира.

### Профессиональная карьера
Вскоре по окончании лондонской Олимпиады Хупер покинул расположение австралийской сборной и в апреле 2013 года успешно дебютировал на профессиональном уровне. Долгое время шёл без поражений, хотя боксировал в основном на домашних рингах в Австралии, и уровень его оппозиции был не очень высоким.
Подписав контракт с промоутерской компанией Рикки Хаттона Hatton Promotions, сделал серию из девяти побед подряд, в том числе стал обладателем таких второстепенных титулов как WBC Youth Silver и WBC Eurasia Pacific.
В ноябре 2014 года нокаутом в первом раунде неожиданно проиграл малоизвестному соотечественнику Робу Паудриллу (3-1), это поражение привело к разрыву отношений с Hatton Promotions, и боксёр перешёл в компанию No Limit Boxing.
В июле 2017 года в Брисбене Хупер встретился с непобеждённым россиянином Умаром Саламовым (19-0) в бою за титулы интернационального чемпиона в полутяжёлой весовой категории по версиям Всемирной боксёрской организации (WBO) и Международной боксёрской федерации (IBF). Противостояние между ними продлилось все отведённые 12 раундов, в итоге судьи с одинаковым счётом 96:94 единогласно отдали победу Хуперу.
В апреле 2018 года Дэмьен Хупер защитил титул чемпиона WBO International, выиграв досрочно техническим нокаутом у соотечественника Ренольда Куинлана (12-2), хотя при этом в одном из раундов дважды побывал в нокдауне.